# Ховмівська сільська рада
Ховмі́вська сільська́ ра́да — адміністративно-територіальна одиниця та орган місцевого самоврядування в Борзнянському районі Чернігівської області. Адміністративний центр — село Ховми.

## Загальні відомості
- Територія ради: 76,82 км²
- Населення ради: 1 219 осіб (станом на 2001 рік)

Ховмівська сільська рада зареєстрована 1918 року. Стала однією з 26-ти сільських рад Борзнянського району і одна з 16-ти, яка складається більше, ніж з одного населеного пункту.

## Населені пункти
Сільській раді підпорядковані населені пункти:
- с. Ховми (639 осіб)
- с. Ворона (10 осіб)
- с. Линівка (16 осіб)
- с. Сидорівка (554 особи)

## Освіта
На території сільради діє Ховмівська ЗОШ І-ІІ ст.

## Склад ради
Рада складається з 14 депутатів та голови.
- Голова ради: Кушніренко Надія Іванівна
- Секретар ради: Костюкова Ольга Степанівна

### Керівний склад попередніх скликань
| Прізвище, ім'я, по батькові   | Основні відомості                                                                                                   | Дата обрання | Дата звільнення |
| ----------------------------- | --- | ------------ | --------------- |
| Кушніренко Наталія Миколаївна | В.о. старости Ховмівського старостинського округу Комарівської ОТГ, 1989 року народження, освіта вища, позапартійна |              |                 |
| Пісня Ніна Іванівна           | Діловод |              |                 |

Примітка: таблиця складена за даними сайту Верховної Ради України

### Депутати
За результатами місцевих виборів 2010 року депутатами ради стали:

#### За суб'єктами висування
| Суб'єкт висування                                       | Кількість обраних депутатів | %    |
| ------------------------------------------------------- | --------------------------- | ---- |
| Партія регіонів                                         | 10                          | 71,4 |
| Народна партія                                          | 1                           | 7,1  |
| Політична партія Всеукраїнське об'єднання «Батьківщина» | 1                           | 7,1  |
| Самовисування                                           | 1                           | 7,1  |
| Соціалістична партія України                            | 1                           | 7,1  |

#### За округами
| № округу                                                | Прізвище, ім'я, по батькові    | Дата визнання обраним | Освіта             | Партійна приналежність                        | Відомості про обраного депутата                         |
| ------------------------------------------------------- | ------------------------------ | --------------------- | ------------------ | --------------------------------------------- | ------------------------------------------------------- |
| Народна Партія                                          |                                |                       |                    |                                               |                                                         |
| 7                                                       | Кушніренко Наталія Миколаївна  | 02.11.2010            | вища               | позапартійна                                  | тимчасово не працює                                     |
| Партія регіонів                                         |                                |                       |                    |                                               |                                                         |
| 1                                                       | Костюкова Ольга Степанівна     | 02.11.2010            | середня спеціальна | позапартійна                                  | Ховмівська сільська рада, секретар                      |
| 2                                                       | Руденко Ганна Василівна        | 02.11.2010            | середня спеціальна | позапартійна                                  | Ховмівськийсільськийбудинок культури, директор          |
| 3                                                       | Кормова Пелагея Дмитрівна      | 02.11.2010            | середня спеціальна | позапартійна                                  | тимчасово не працює                                     |
| 4                                                       | Залога Валентина Григорівна    | 02.11.2010            | середня спеціальна | позапартійна                                  | БФ ТОВ"Українська молочна компанія", секретар-бухгалтер |
| 6                                                       | Бондаренко Тетяна Анатоліївна  | 02.11.2010            | середня спеціальна | позапартійна                                  | УПСЗН, соціальнийпрацівник                              |
| 9                                                       | Кисіль Тамара Петрівна         | 02.11.2010            | середня спеціальна | позапартійна                                  | УПСЗН, соціальний працівник                             |
| 10                                                      | Сабардин Віра Миколаївна       | 02.11.2010            | середня            | позапартійна                                  | тимчасово не працює                                     |
| 11                                                      | Гальчун Валентина Петрівна     | 02.11.2010            | середня спеціальна | позапартійна                                  | Сидорівський фельдшерсько-акушерський пункт, зав. ФАПом |
| 12                                                      | Дудка Юрій Петрович            | 02.11.2010            | середня            | позапартійний                                 | Сидорівський сільський клуб, звідуючийсільським клубом  |
| 13                                                      | Міщенко Ніна Олексіївна        | 02.11.2010            | середня спеціальна | позапартійна                                  | СидорівськаБібліотека, зав.бібліотекою                  |
| Політична партія Всеукраїнське об'єднання «Батьківщина» |                                |                       |                    |                                               |                                                         |
| 5                                                       | Ляшиченко Олександр Степанович | 02.11.2010            | вища               | член Всеукраїнського об'єднання «Батьківщина» | Ховмівська загальноосвітня школа, вчитель               |
| Соціалістична партія України                            |                                |                       |                    |                                               |                                                         |
| 14                                                      | Дудка Тетяна Анатоліївна       | 02.11.2010            | вища               | позапартійна                                  | Сидорівська загальноосвітня школа, вчитель              |
| Самовисування                                           |                                |                       |                    |                                               |                                                         |
| 8                                                       | Ісаєнко Катерина Григорівна    | 02.11.2010            | вища               | позапартійна                                  | Ховмівська загальноосвітня школа, директор              |